# Return (album)
Return (anche conosciuto come New Kids: Return) è il secondo album in studio del gruppo musicale sudcoreano Ikkn, pubblicato il 25 gennaio 2018 dalla YG Entertainment.

## Tracce
1. Love Scenario (사랑을 했다; Sarang-eul haetda) – 3:29 (testo: B.I, Bobby, Mot Mal – musica: B.I, Millennium, Seung)
2. Beautiful – 3:15 (testo: B.I, Bobby, Teddy – musica: Choice37, B.I, Teddy)
3. One and Only (B.I solo; 돗대; Dotdae) – 3:26 (testo: B.I – musica: Choice37, B.I)
4. Jerk (나쁜놈; nappeunnom) – 3:43 (testo: B.I, Bobby – musica: B.I, Kang Uk-Jin)
5. Best Friend – 3:50 (testo: B.I, Lee Jung Hyun – musica: Future Bounce, Bekuh BOOM, B.I)
6. Everything – 3:34 (testo: B.I, Bobby, Psy – musica: Psy, Yoo Gun-hyung, B.I)
7. Hug Me (안아보자; an-aboja) – 3:36 (testo: B.I, Bobby – musica: B.I, Tablo)
8. Don't Forget (잊지마요; ij-jimayo) – 4:13 (testo: B.I, Bobby, Kim Joon – musica: B.I, Kang Uk-jin, Diggy)

Tracce bonus
1. Sinosijak (시노시작; sino sijag) – 3:08 (testo: B.I, Bobby – musica: B.I, Kang Uk-jin)
2. Love Me (나를 사랑하지 않나요?; nareul saranghaji anhnayo?) – 3:28 (testo: B.I, Bobby, Kush, Ju-ne – musica: Choice37, B.I, Kush, Ju-ne)
3. Just Go – 3:36 (testo: B.I – musica: Kang Uk-jin, B.I)
4. Long Time No See – 3:26 (testo: B.I, Bobby – musica: B.I, Choice37, Lydia, Taeyang)

## Classifiche

### Classifiche settimanali
| Classifica (2018) | Posizione massima |
| ----------------- | ----------------- |
| Corea del Sud     | 2                 |
| Giappone          | 12                |

### Classifiche di fine anno
| Classifica (2018) | Posizione |
| ----------------- | --------- |
| Corea del Sud     | 45        |